# Olympische Winterspiele 1964/Teilnehmer (Island)
| Gelbes Symbol für Goldmedaillen mit stilisierten Olympischen Ringen | Graues Symbol für Silbermedaillen mit stilisierten Olympischen Ringen | Braundes Symbol für Bronzemedaillen mit stilisierten Olympischen Ringen |
| ------------------------------------------------------------------- | --------------------------------------------------------------------- | ----------------------------------------------------------------------- |
| —                                                                   | —                                                                     | —                                                                       |

Island nahm an den IX. Olympischen Winterspielen 1964 im österreichischen Innsbruck mit einer Delegation von fünf männlichen Athleten in zwei Disziplinen teil. Ein Medaillengewinn gelang keinem der Athleten.

## Teilnehmer nach Sportarten

### Ski Alpin
Männer
- Kristinn Benediktsson
Riesenslalom: 61. Platz (2:17,86 min)
Slalom: im Vorlauf ausgeschieden

- Árni Sigurðsson
Riesenslalom: 56. Platz (2:14,90 min)
Slalom: 39. Platz (2:39,12 min)

- Jóhann Vilbergsson
Riesenslalom: Rennen nicht beendet
Slalom: im Vorlauf ausgeschieden

### Skilanglauf
Männer
- Birgir Guðlaugsson
15 km: 67. Platz (1:04:53,9 h)
30 km: 64. Platz (1:54:00,3 h)

- Þórhallur Sveinsson
15 km: 55. Platz (1:00:14,9 h)
30 km: 61. Platz (1:51:34,4 h)